# 阿赫特
阿赫特（德語：Acht，德語發音：[axt] ⓘ）是德国莱茵兰-普法尔茨州的一个市镇，隶属于迈恩-科布伦茨县。总面积为3.79平方千米，截至2023年12月31日总人口为77人。